# Icoanele pe sticlă din jurul Făgărașului și din Țara Oltului

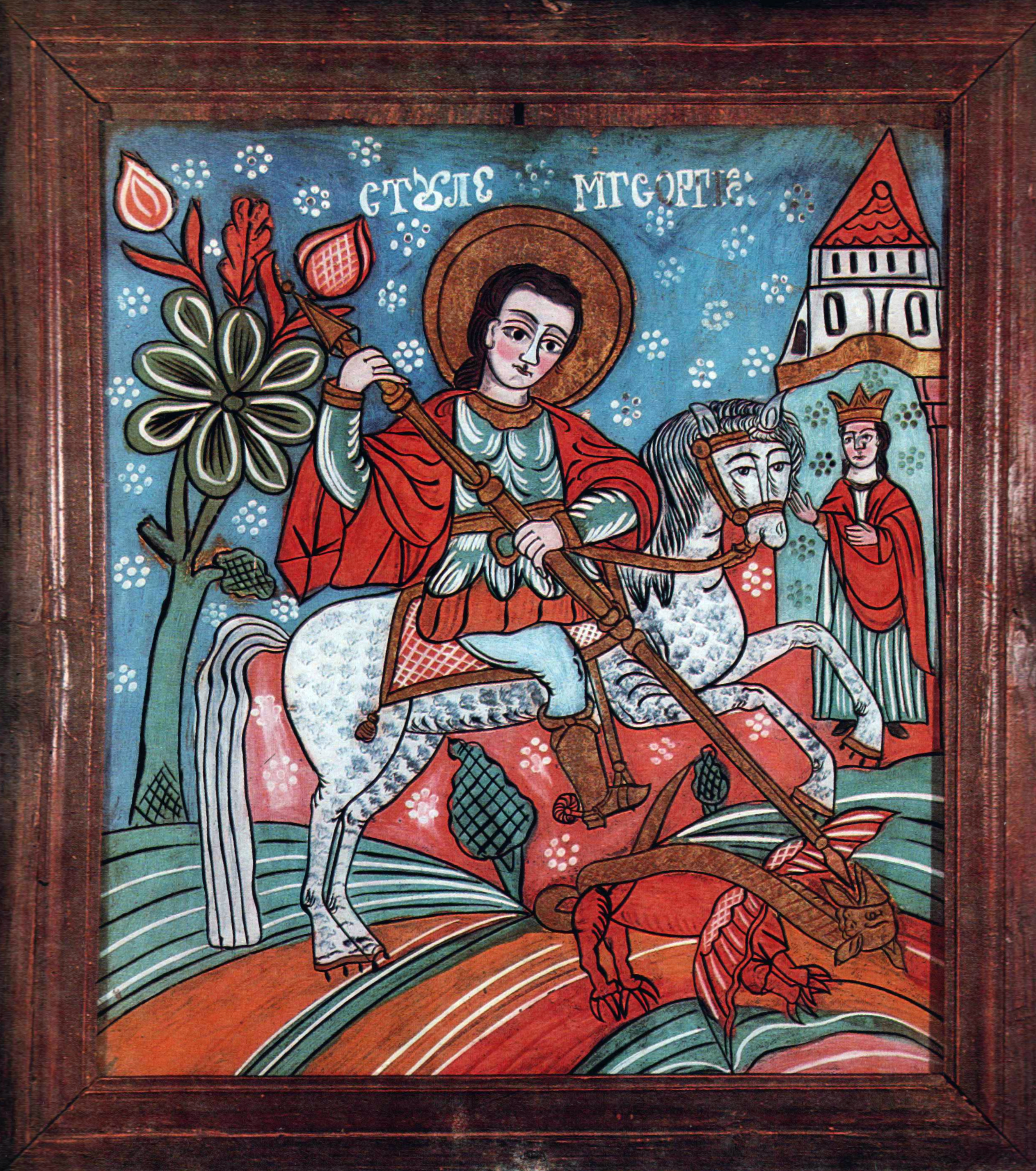
- Sfântul Gheorghe ***
Icoană anonimă pe sticlă, a doua jumătate a secolului al XIX-lea, 44.2 x 37.2 cm, Colecția Jianu,
atribuită Țării Oltului de Juliana Dancu
.......................................Aspectul general al icoanei nu dezminte o origine niculeană a lucrării. Pe de altă parte, veșmintele sfântului par mai pregnante, ele cad în falduri desenate cu alb, bidiviul nu se regăsește în izvoadele de la Nicula. În opinia cercetătorilor Dancu, privirea tristă, dar umană a calului, este similară ca reprezentare cu cele ale cailor înfățișați de meșterii Tămaș - Deji. Un element decorativ specific este casa țărănească tipică zonei Țării Oltului. Ea are frontonul țuguiat, cu acoperiș dispus în două ape, și pe fațadă, trei ferestre spre stradă. Se vede în izvod, mozaicul rombat în culori alternate, la fel ca cel folosit de meșterul Savu Moga la fundalul portretelor de sfinți sau la pavimente.

## Zonă geografică și etnografie
În Depresiunea Făgărașului, pe îngusta fâșie aflată între Râul Olt și lanțul Munților Făgărașului, se găsește o zonă intens populată cu vechi așezări românești, care sunt atât de dese, încât din fiecare sat se vede vârful bisericii din satul vecin. Astfel, de la Boița și Tălmaciu, Boița fiind ultima localitatea din Mărginimea Sibiului, și până dincolo de orașul Făgăraș, se întinde Țara Oltului, un vechi teritoriu cu tradiții românești. În această zonă geografică s-au manifestat de-a lungul timpului obiceiurile, datinile și jocurile românești, toate generând la rândul lor un port popular și o etnografie care se regăsește doar aici, prin comparație cu întreg teritoriul locuit de români. Aici se găsește o arhitectură specifică și o viață național socială foarte bine organizată în jurul vechiilor obștii sătești.

Districtul Făgăraş, din Țara Oltului, în Harta Iosefină a Transilvaniei, 1769-73.

Ca urmare a unor cercetări etnografice derulate de Muzeul Brukenthal din Sibiu din anii 1955 - 1957, s-a inventariat o serie de caracteristici etnografice care țin de portul popular al țăranilor, caracterizat de buboul lor negru, recălele cafenii cu croială dreaptă și sarica din lână mițoasă. Portul femeiesc presupunea capul înfășurat cu polmeselnic făcut din pânză albă în fâșii, păsturi vârstate cu alesături geometrice, a căror cromatică era de la roșu-vișiniu la verde și vânăt. Au fost văzute case din lemn lipite cu lut, vopsite cu vânăt-albastru. Toate casele satelor aveau acoperișuri groase din paie și tindele lor adăposteau câte un cuptor monumental ce umplea trei sferturi din încăpere.
Camerele caselor aveau prevăzute sobe din teracotă ce aveau hornurile smălțuite în verde și de grinzile din lemn atârnau foile de culme care erau țesute din bumbac alb și arnici de diferite culori făcut în mii de modele. Pe pereți tronau icoanele pe glajă împodobite pe creastă cu chindele înflorate. Oriunde intrai, între ferestre și roată pe pereții odăii, se vedeau icoanele din Șcheii Brașovului, multe iconițe din Nicula și cu predilecție, icoanele făgărășene, care aveau o dominantă de roșu-ablastru, ornamentate cu o puzderie de stele albe, totul îmbinându-se armonios cu culorile vărgate ale țoalelor așternute pe paturi și cu păretarele din lână țesute cu pătrate.
Țara Oltului era o țară a cânepii, a grâului, a oilor și nu în ultimul rând, una a bivolilor. Ea se caracterizează etnografic printr-o bogăție folclorică ce pare a fi plină de eternitate, iar veselia aspră a jocurilor feciorilor din fiecare sat și a fetelor adunate la șezători care cântau cântece tărăgănate, dar melodioase, erau completate de baladele haiducești despre Andrei Budac. Fiecare detaliu etnografic participa la construcția unui întreg care releva un peisaj rustic românesc ce strălucea prin colinde și doine, dar și prin nelipsitele icoane pe sticlă, adevărate opere de artă ale eposului românesc transilvănean.

## Cadrul istoric al formării meșterilor iconari din Transilvania
Arta românească din Transilvania din prima jumătate a secolului al XIX-lea, a fost afectată de stilul postbrâncovenesc cu influențe baroce încă din secolul al XVIII-lea. Reprezentarea plastică a degenerat prin apariția unei amprente rurale care a devenit cu trecerea timpului din ce în ce mai accentuată. Acest lucru s-a întâmplat prin apariția unei cereri ridicate de produse artistice, dar și din cauza puterii financiare destul de reduse a comanditarilor.  În această perioadă termenul de zugrav a suferit o modificare a înțelesului, deoarece artiștii care s-au educat în școlile din Apusul Europei au căpătat apelativul de pictor, pe când zugrăvitul a fost lăsat celor care își desăvârșeau meseria cel mult în atelierul unui meșter local, nu foarte talentat. În această epocă au început să apară și noi suporturi pentru pictură, așa cum a fost sticla, apoi tabla, care au generat la rândul lor apariția a noi tehnici, cu reguli noi, care au dus la apariția de noi artiști dedicați noilor condiții.
Începutul secolului al XIX-lea a presupus și o diversificare a tematicilor, care s-au orientat din ce în ce mai mult spre lumea catolică. De acolo au venit motivele cu Maica Domnului îndurerată, Sfânta Treime încoronând-o pe Fecioara Maria și Isus cu vița de vie. Acum, arta românească din Transilvania, a avut o perioadă a căutărilor unor noi forme de exprimare ce au fost influențate de gusturile epocii și de noile preferințe ce au apărut într-o societate fără mari resurse financiare, care nu avea cine știe ce pretenții cu privire la calitatea produselor, dar care era mereu preocupată să le procure.
La o asemenea realitate social-artistică, în mod aparent, s-a mulat peste această stare de spirit, arta picturii pe sticlă, care a apărut în Transilvania cel mai devreme în jurul mijlocului secolului al XVIII-lea. Au existat în trecut o serie de autori care au afirmat că începuturile picturii pe sticlă la români ar fi apărut în secolul al XVII-lea, Nicolae Iorga,, I. C. Ioanidu, G. G. Rădulescu,, Marcela Focșa, Cornel Irimie. Cercetătorii din contemporaneitate, au considerat că realitatea afirmată de predecesorii lor nu a putut fi confirmată. Asta din pricina identificării unui număr foarte mic de icoane pe sticlă din acea perioadă, fapt care confirmă un argument puternic împotriva realității pe care au imaginat-o acei istorici. Juliana Fabritius-Dancu și Dumitru Dancu au fost partizani ai debutului meșteșugului picturii pe sticlă în secolul al XVIII-lea.
- Cercetătorii biografiei lui Ioan Pop zugrav de la Făgăraș
- Valeriu Literat
Ajutați Wikipedia și găsiți imaginea
- Cornel Irimie
- Lena Constante
Ajutați Wikipedia și găsiți imaginea
- Juliana Fabritius-Dancu
- Gelu Mihai Hărdălău
Ajutați Wikipedia și găsiți imaginea
- Ștefan Meteș

Icoana pe sticlă a fost un mijloc modest de exprimare artistică, care era în concordanță cu statul de cetățean oprimat al românilor din Transilvania. Ea a fost privită adesea ca un obiect al concurenței, entuziastă de altfel, a icoanelor pe lemn, mult mai costisitoare financiar din cauza realizării lor de către meșteri cu renume, care s-au format de obicei, în ateliere prestigioase. Aparent, așa stăteau lucrurile, însă astfel de afirmații sunt considerate astăzi cam pripite datorită unor costuri ce nu sunt evaluate din neglijență. Nu se poate face abstracție de costul ridicat al sticlei din acele vremuri și nici de folosirea în pictura pe sticlă a foiței de aur, care era utilizată cu preponderență în mai toate lucrările de acest gen.
Toate argumentele desfășurate în această expunere de idei, nu pot să contrazică o realitate care afirmă de peste veacuri, că pictura pe sticlă de la centrul de producție din Nicula, a fost un fenomen de masă. Produsele niculene erau modeste ca dimensiuni, însă compensau această deficiență cu un desen insolit și o vioiciune debordantă a coloritului. Astfel, micile icoane au reușit să pătrundă în întreaga societate rurală a Transilvaniei, până la periferia ei, acestea devenind, cu timpul, de nelipsit în orice locuință românească. Din aceste motive, se afirmă astăzi că, prețul lor nu era unul ridicat, deoarece icoanele pe sticlă din Transilvania au determinat o ruralizare semnificativă a artei religioase. Acest lucru a avut și un revers, producția de masă a adus deservicii zugravilor de real talent ale căror lucrări au devenit nevandabile. În loc ca o asemenea evoluție să ducă la o descurajare în exprimarea talentului, cu toate că statutul social al meșterilor nu le-a permis o formare academică, au apărut artiști care nu au renunțat la calitate în pofida cantității, chiar dacă nu puteau să obțină un preț mai bun pentru creațiile lor. Se pot enumera numele unor astfel de artiști ca Petru Prodan din Suatu, care s-a stabilit în Maierii Albei-Iulia, Savu Moga din Giurtelecu Hododului, așezat la Arpașu de Sus, Matei Țimforea din Cârțișoara și mai ales Ioan (Ion) Pop de la Făgăraș care a fost apreciat ca autor al unor lucrări „... printre cele mai remarcabile produse ale epocei de reînflorire a artei
icoanelor pe sticlă în Ardeal” care a lucrat într-un stil academist. Ion Pop de la Făgăraș s-a dovedit a fi un adevărat talent în arta picturii pe sticlă, talentul lui fiind de neegalat.

## Iconarii din Țara Oltului
Începând din secolul al XVIII-lea și terminând cu secolul al XIX-lea, a existat o perioadă de puternică afirmare a mediului sătesc în creația artistică românească. Această mișcare în domeniul plasticii a fost susținută și de construirea a sute de biserici, care au fost finanțate de comunitățile ortodoxe din Transilvania. Bisericile au fost împodobite, similar bisericilor răsăritene, cu catapetesme, picturi murale și icoane, de către o școală locală remarcabilă, care a activat cu precădere în sudul Transilvaniei. Toată pleiada de meșteri zugravi s-a format pe lângă meșterii care au venit din Țara Românească să zugrăvească bisericile satelor din Ardeal. Asta s-a întâmplat ca urmare a unei situații financiare mai prospere, dar mai ales ca o reacție concretă a tendințelor, din acele vremuri, de catolicizare forțată a locuitorilor ortodocși din Imperiul Habsburgic. Așa, au venit meșterii Preda cu fiul său din Oltenia, școliți la Mănăstirea Hurezi, să zugrăvească ctitoria brâncovenească de la Făgăraș, și meșterul Iosif de la Mănăstirea Govora. Iosif a lucrat la Alba Iulia și Blaj, unde a zugrăvit în stil brâncovenesc.
Prin venirea zugravilor din Valahia, a apărut în Transilvania o generație nouă de meșteri, care s-au constituit astfel, într-o puternică mișcare plastică aflată în limitele politice ale acelor vremuri. Au existat însă și meșteri ardeleni care și-au făcut ucenicia în Țara Românească. Ei au adus în Ardeal o serie de izvoade și erminii și și-au transmis meseria de zugrav urmașilor lor, în câteva generații. Există în Țara Oltului două așa zise dinastii de zugravi - Grecu din Săsăuș și Pop din Făgăraș. Cele două grupuri de meșteri nu numai că au format un anume stil local, dar au făcut și icoane pe lemn sau sticlă.
Cu toate că pictura pe sticlă își are obârșia la Nicula, aflată în nordul Ardealului, nu se poate afirma cu certitudine, că ea a fost adusă în sudul provinciei doar de câțiva pictori din Nicula care s-au așezat la sfârșitul secolului al XVIII-lea pe la Făgăraș. Există posibilitatea ca pictura pe sticlă să se fi transmis prin comerciații de icoane, unii fiind chiar ei zugravi. Aceștia cutreierau întregul Ardeal, încă de prin mijlocul secolului al XVIII-lea, pentru a-și vinde produsele. Precum și în alte centre de producție, nici în Țara Oltului nu s-au identificat icoane care să fi fost datate înainte de sfârșitul secolului al XVIII-lea. Se știe însă că, pictura pe sticlă din Țara Oltului și-a început ascensiunea de abia în a doua jumătate a secolului al XIX-lea. 
La o sută de ani de la prima mențiune documentară cu privire la Ioan Pop de la Făgăraș din 1907, cu toate că au existat cercetători care au dorit să descifreze biografia meșterului iconar, datele care s-au descoperit studiind matricolele botezaților, decedaților, cumnaților, din cadrul parohiei greco-catolice din Făgăraș, sunt extrem de puține, generatoare de confuzii, incomplete. Din matricole lipsesc din păcate, decesele din perioada august 1848 - septembrie 1857, căsătoriile din 1834 - 27 ianuarie 1857, botezurile din lunile februarie-septembrie 1834. Toate informațiile care s-au obținut sunt din perioada 1781 - 1870, timp în care au existat la Făgăraș cinci meșteri zugravi care aveau numele de Ioan Pop și încă vreo cinci care aveau numele Ioan. Toate protocoalele bisericești relevă o adevărată pleiadă de artiști, majoritatea absolut necunoscuți din alte surse de documentare.
Urmărind o cronologie identificată într-un mod oarecum arbitrar în funcție de puținele documente care au stat la dispoziția analiștilor, iconarii de la Făgăraș sunt următorii:

### Ioan Popp Moldovan

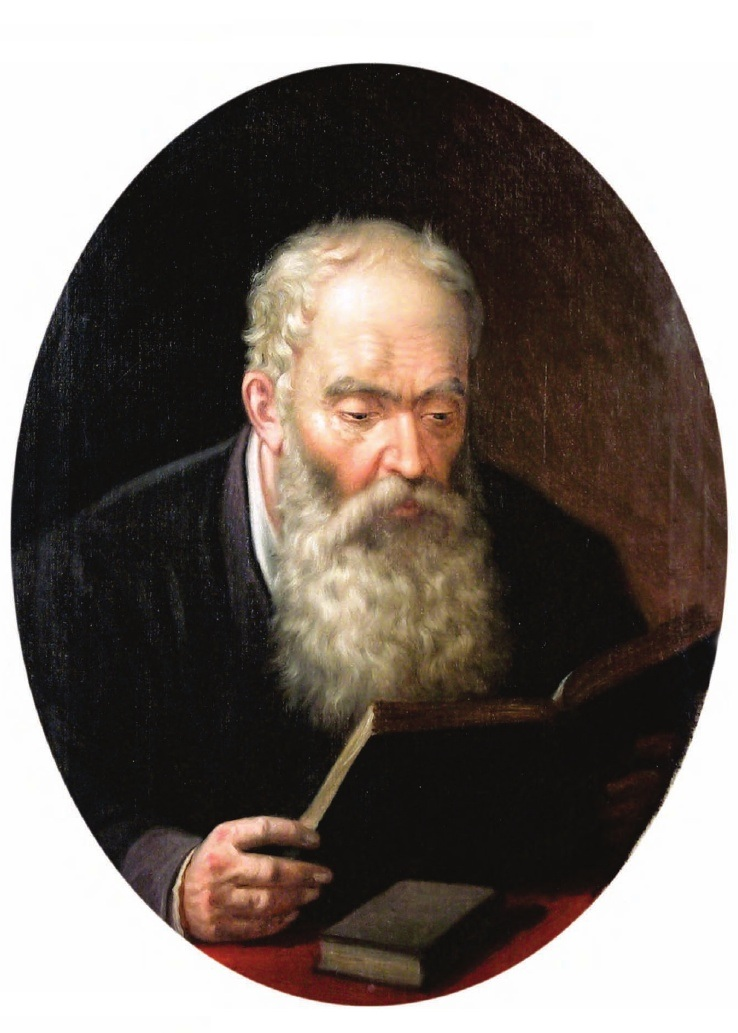
Ioan Popp Moldovan

Ioan Pop(p) Moldovan (n. 1774 - d. 1869), a fost primul meșter zugrav din Nicula despre care se știe că s-a așezat lângă Făgăraș, în satul Galați. Trăind aproape o sută de ani, el a întemeiat o familie și a format mulți pictori de biserici, meșteri iconari pe lemn sau sticlă. Aceștia au dovedit prin lucrările lor că au avut o experiență dobândită prin pasiune, datorate facturii compoziției, stăpânirii formelor anatomice și a modului cum au înfățișat figurile realist compuse, dar desenate corect, cu drapaje din care reiese un studiu autodidact elaborat. În anul 1808, Ioan Popp Moldovan s-a mutat la Făgăraș și în 1818 în Șcheii Brașovului, unde a lucrat până la momentul trecerii în neființă. Unul din urmașii săi a fost pictorul Mișu Popp, pictor de biserici și de șevalet. Mișu Popp a realizat portretul de bătrânețe al tatălui său în trei exemplare, două aflate, astăzi, în două muzee din orașul Brașov și unul la Sibiu.
Alți cercetători au mai găsit unele mențiuni documentare referitoare la cununii și decese la biserica greco-catolică din Făgăraș (vezi referința). Trei zugravi cu numele de Pop, primul din altă familie, au semnat ansambluri murale în localități din jurul Sibiului și Făgărașului. Exemplul este Ion Pop din Făgăraș care a pictat în 1771 biserica din Cacova, Savu Pop la Mândra, Ion Pop din Ludișor a făcut frescele din Rucăr, pe Olt.

### Ioanii și Ionii din Făgăraș
Conform cercetărilor efectuate de o echipă de istorici în anul 2008 s-a idntificat o întreagă pleiadă de zugravi din Făgăraș cu numele Ioan sau Ion, Ionică. Unul dintre ei este Ioan Pop Zugrav care este considerat astăzi a fi cel mai important zugrav din această zonă. Din registrele bisericii greco-catolice din localitate a reieșit analizei iconarilor Ioan Zugravu menționat în 18 actombrie 1814, asimilat cu Ioan Popp Moldovanu după numele soției Elena.
Urmează Ionică Iconariu cu soția Bucura în 4 februarie 1823. Ioan Iconariu împreună cu Bucura și-au botezat copilul în 30 august 1823. În 14 mai 1823 Ioan Iconar și-a botezat copilul cu numele de Ioan. Ioan Zugravu și-a botezat fiul Ioan în 7 octombrie 1824. Numele mamelor ultimilor doi nu au fost menționate, dar la ultimul au fost menționate ulterior numele nașilor - Tămaș și Bucura. Incertitudinile sunt majore, cercetătorii alegând să pledeze că cei trei zugravi ar fi unul singur și anume Ioan Tămaș.

#### Ioan Popp și Maria, zugravu
Nicolae Balea, paroh din Sărata, a oficiat căsătoria lui Ioan zugravu și Maria la data de 29 aprilie 1828. Ioann Popp și Maria, zugrav, au avut două fete, Anna și Zina, care s-au născut în 13 august 1829. Anica lui Ioann Popp și Maria, a murit la după cinci săptămâni de viață. Maria lui Ioann Popp și Maria, s-a născut la 26 martie 1833. Ioann Popp a mai avut o fată, Sofia, născută la 21 noiembrie 1834, care a fost botezată de un preot din satul Râușor. Ioan Popp și Maria, zugrav au mai o a patra fiică, numită Verona, născută pe 26 martie 1841. În 17 februarie 1843 s-a mai născut un fiu, numit tot Ioan. În 3 iulie 1845, a fost înregistrat decesul lui Iuon lui zugrav.
Doar despre Sofia Popp s-a mai găsit o mențiune documentară ulterioară documentelor parohiale de nașteri. Ea s-a căsătorit la Făgăraș, în 17 ianuarie 1854, cu Constandinu Bogacs [?], neu[nit?] de locu dein Brasiovu. I-au avut ca nași pe Ioane Hobean și Themasiu Onutiu, tabecari. Analiștii i-au asimilat pe cei ultimii doi cu Ioan Tămaș, fiul zugravului Ioan Tămaș și cu socrul său, acel Ioan Papp pictoru care au fost martori la căsătoria lui Ioan Tămaș cu Annica Hobean. Urmărind aceeași structură a logicii, Popp Ioon zugrav, martorul lui Nicolae Cațavei, este unul și același cu Ioan Popp de la Făgăraș (Ioan Pop Zugrav).

#### Ioan Tămaș
În ziua de 14 noiembrie 1829 s-a născut fiica lui Ioan Tămaș și Bucura, pe nume Sofia. Aceasta a fost botezată de Elena lui Gheorghie Pop, cel din urmă fiind asimilat lui Anania al Popii Rad din Galații Făgărașului. Dacă situația ar fi adevărată, ar indica o releție apropiată între familia lui Anania și cea a lui Ioan Tămaș. Fiul lui Anania, Ioan Pop, a fost și el zugrav, fiind primul născut.
Iuon Temaș s-a căsătorit cu Hobean Annika lui Ioan în 25 iulie 1848 avându-i martori la cununie pe Ioan Papp pictoru. Iuon s-a născut la 4 octombrie 1824, el era fiul lui Ioan Tămaș. Există o probabilitate ca Ioan Tămaș să fi fost o rudă a lui Moise Tămaș, care a fost tatăl a doi copii, Sofia (n. 23 aprilie 1835), fiica lui Moyse Tamas și Sophica, zugrav, și Petru al lui Moysze iconariu și Zsophica (n. 1 iunie 1841). Acest Petru Tămaș, nu pare a fi iconarul cu același nume foarte cunoscut, pentru că are semnul crucii în dreptul numelui său din registrul de nașteri. Se știe că zugravii Tămaș erau de origine de la Nicula și originea făgărășeană a lui Petru Tămaș a căpătat contur în lumina ultimelor cercetări din 2008.

### Savu Moga
Savu Moga a fost cel mai renumit meșter iconar pe sticlă din Țara Oltului, din Transilvania, activitatea lui desfășurându-se în a doua jumătate a secolului al XIX-lea. Opera lui s-a păstrat în bună parte și aduce cu ea elemente care se regăsesc în somptuotzitatea artei bizantine, lucruri care erau necunoscute iconarilor de la Nicula sau Șcheii Brașovului. Caracteristicile bizantine au fost necunoscute chiar și în Țara Oltului, unde exista un contact permanent cu mediul artistic românesc din Țara Românească.

### Matei Țimforea
Matei Țimforea pe numele său real Matei Purcariu, zis Matei sin Florii / Țimforea a fost un pictor român de icoane pe sticlă din Transilvania. Originar din Depresiunea Făgărașului, a fost denumit de etnografa Juliana Fabritius-Dancu ca  „... cel mai pitoresc povestitor dintre iconarii Transilvaniei”.
A avut un dar al observației și o fantezie bogată, care au făcut ca lucrările realizate de el să aibă o notă de umor autentic țărănesc. De aceea, analiștii operei lui l-au considerat a fi, cea mai interesantă personalitate dintre iconarii Țării Oltului.

## Influența Fraților Grecu în pictura pe sticlă din Țara Oltului
În opinia istoricilor Juliana Fabritius-Dancu și Dumitru Dancu, în Țara Oltului au coexistat în secolul al XIX-lea două curente distincte. Primul a fost cel al zugravilor profesioniști de pictură murală și cel de al doilea al țăranilor care și-au transmis meșteșugul picturii pe sticlă al icoanelor, fără ca iconarii să fi trecut printr-un atelier de profil sau prin vreun șantier în care se picta frescă.
Icoanele care provin din familia Ioan Pop, zugravi instruiți, provin din primul curent deoarece se vede în lucrările lor o stăpânire a desenului, o cunoaștere aprofundată a canoanelor religioase, ele fiind cele care străbat de fapt pictura pe sticlă din Țara Oltului. Aceluiași curent îi aparțin și zugravii din familia Fraților Grecu, care prin prodigioasa lor activitate desfășurată la începutul secolului al XIX-lea, au pregătit drumul marilor meșteri iconari pe sticlă ai ținutului Oltului. Frații Grecu au oferit primele modele iconografice, afișând primele desene care au dat ca exemplu modul de a gândi compoziția liberă a motivelor cu participarea fără restricții a fanteziei.
Zugravii Grecu au oferit artiștilor care au venit după ei, o serie de ansambluri murale care atestau o coeziune stilistică concepută cu temeinicie într-un atelier familial. Concepția lor s-a concretizat într-un desen personal ca o frondă la adresa schematicii tradiționale de sorginte bizantină, fapt care relevă o stăpânire deplină a meșteșugului.
Desenul Fraților Grecu este precis, ferm, plin de claritate, uneori chiar rigid, el fiind cel care a influențat pictura pe sticlă a lui Savu Moga, cel care s-a inspirat din frescele pictate în Biserica Adormirea Maicii Domnului din Arpașu de Sus, pictată în 1815.